# Holopus rangii
Holopus rangii is een zeelelie uit de familie Holopodidae.
De wetenschappelijke naam van de soort werd in 1837 gepubliceerd door Alcide d'Orbigny.